# Однажды мир прогнётся под нас
«Одного разу світ прогнеться під нас» - пісня російського рок -гурту «Машина времени», складена Андрієм Макаревичем і випущена на студійному альбомі «Отрываясь» в 1997 році. Критикою визначена як композиція про прихильність музичним традиціям з елементами іронії з приводу ідеологем і поетичних ходів року. За підсумками голосування, організованого серед слухачів радіостанції «Наше радіо», пісня потрапила в рейтинг «100 кращих пісень російського року в XX столітті». Журналами «Експерт» і «Російський репортер» включена в перелік «Сто головних пісень російською мовою (1917-2017)». Входить в концертний репертуар «Машини времени» з 1997 року по теперішній час.

## Історія створення
Пісня була написана в період роботи «Машини времени» над альбомом «Отрываясь» і безпосередньо під час відвідування Андрієм Макаревичем в червні 1997 року Сполучених Штатів Америки . Незадовго до цього з музикантом зв'язалася по телефону його старша дочка, яка проживала в Філадельфії. Вона запросила Макаревича на випускний вечір в коледжі, згадавши про те, що вручення дипломів в навчальному закладі, в якому вона навчалася, було своєрідним сімейним святом і на нього було прийнято запрошувати батьків. Захід мав відбутися на наступний день. За словами самого Макаревича, в його робочому графіку цей день був вільний, віза до того моменту була оформлена, «якимсь чудом» був куплений квиток в «Аерофлоті»  . В результаті через дві години музикант вилетів в Нью-Йорк, а через дванадцять - вже їхав в електричці з Нью-Йорка до Філадельфії. Як згадував пізніше Макаревич, тоді у нього виникло відчуття, що «все виходить», що він «переміг обставини». На цьому емоційному підйомі, під час поїздки в електричці, він написав пісню «про день свободи», пізніше отримала назву по одному з рядків рефрену - «Однажды мир прогнётся под нас».

## Запис і просування
До моменту створення пісні основна частина матеріалу для нового альбому вже була написана, таким чином, «Однажды мир прогнётся под нас» стала однією з останніх композицій, включених в його трек-лист . За словами Макаревича, початковий варіант пісні не сподобався іншим учасникам групи, однак, після того, як музиканти «посиділи над нотами, змінили два акорди і пісня стала подобатися всім»  . Такий принцип роботи над піснями - учасник пропонує ідею, потім спільними зусиллями вона допрацьовується, готується аранжування, - не відрізнявся від підходу, що застосовувався в групі протягом її історії    .
Вихід альбому спочатку планувався на липень 1997 року. Однак в підсумку на аудіокасетах він був випущений на початку листопада, а на компакт-дисках - до кінця листопада. Одне з перших виконань композицій, які увійшли в його трек-лист, відбулось 26 листопада 1997 року - в прямому ефірі програми Дмитра Діброва «Антропологія» . Пісня «Однажды мир прогнётся под нас» відкривала цей ефір. Пізніше відбулися дві концертні презентації нової програми 30 листопада 1997 під Палаці культури імені Горбунова  і 24 січня 1998 року - в клубі «Пілот»  . Починаючи з 1997 року, «Однажды мир прогнётся под нас» незмінно входить в концертний репертуар групи.

### Учасники
| - Андрій Макаревич — вокал, гітара, - Александр Кутіков — вокал, бас-гітара, - Євгеній Маргуліс — вокал, гітара, | - Петро Подгородецький — клавішні, - Валерій Єфремов — ударні. |  |

## Відеокліп
У кліпі були використані архівні відеокадри участі «Машини времени» в загальносоюзному фестивалі популярної музики «Весняні ритми. Тбілісі-80» в Грузинської РСР в березні 1980 року, за підсумками виступу на якому група отримала першу премію. Зйомку здійснювали акредитовані на фестивалі тележурналісти з Фінляндії, пізніше ними був підготовлений документальний фільм «Радянський рок». Ця зйомка проводилася на кольорову кіноплівку і в кліп «Однажды мир прогнётся под нас» потрапили кольорові відеокадри виступу музикантів «Машини времени» на фестивалі, але при цьому відеоряд з нової на той момент зйомки 1997 року залишено чорно-білим. З моменту випуску відеокліпу і до кінця 1999 його фрагменти використовувалися в основний заставці російського телеканалу «ТВ-6».